# Albertine (rose)
Pour les articles homonymes, voir Albertine.
‘Albertine’ est un cultivar célèbre de rosier grimpant obtenu en 1921 par le rosiériste René Barbier en France. Il est issu d'un rosier de Wichura et de ‘Mrs Arthur Robert Waddell’ (Pernet-Ducher, 1908). Il est unanimement apprécié sous diverses latitudes pour ses qualités exceptionnelles.

## Description
Il fleurit abondamment une fois pendant le mois de juin et début juillet.
Ses fleurs doubles rose-corail légèrement parfumées ressemblent à des pivoines.
Ce grimpant robuste atteint 4 à 6 m de hauteur, pour 3 m d'étalement, et résiste bien aux maladies. Il réussit particulièrement au soleil et fleurit tôt sous le climat méditerranéen.

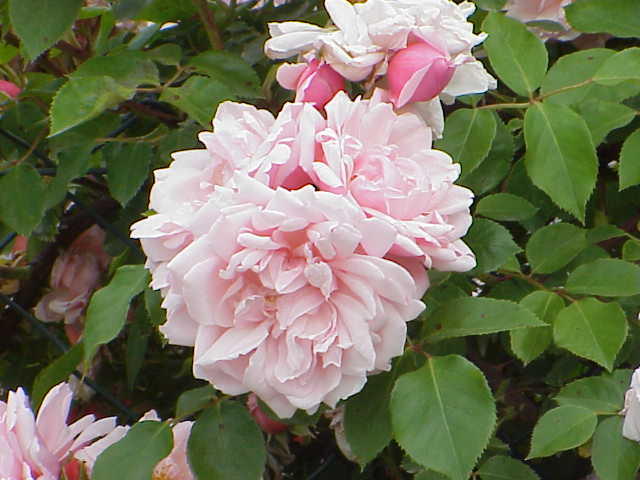
Vue de roses ‘Albertine’

On peut notamment l'admirer à la roseraie du Val-de-Marne de L'Haÿ-les-Roses et à la roseraie Jean-Dupont d'Orléans, ainsi qu'à la maison de Claude Monet à Giverny.